# Masivul Vinson
Masivul Vinson (Mount Vinson) cu altitudinea de 4.892 m deasupra n.m., dar după alte măsurători 5.140 m deasupra nivelului mării, este cel mai înalt munte din Antarctica, făcând parte din grupul numit „Cele șapte vârfuri”, grup care este format din cei mai înalți munți de pe fiecare continent.
Muntele a fost denumit după senatorul american Carl Vinson (1883 - 1981) care a sprijinit cercetările de pe cel mai inaccesibil continent, Antarctica.  Muntele a fost descoperit în anul 1957, datorită unui zbor al unui avion militar american efectuat deasupra masivului Sentinel Range.  Prima escaladare a lui a fost făcută la data de 17 decembrie 1966 de o expediție a clubului alpin american, finanțat de National Geographic Society și sprijinit de marina americană.
Greutățile întâmpinate la escaladare, fără a lua în considerare costul ridicat al finanțării expediției, au fost cauzate în mare parte de distanța mare până la Polul Sud, peste 1200 km, precum și de temperaturile scăzute, respectiv de furtunile întâmpinate.